# Aloe aurantiaca
Aloe aurantiaca é uma espécie de liliopsida do gênero Aloe, pertencente à família Asphodelaceae.